# Jerry Pettis
Jerry Lyle Pettis (ur. 18 lipca 1916 w Phoenix, zm. 14 lutego 1975 w Banning) – amerykański polityk, członek Partii Republikańskiej.

## Działalność polityczna
W okresie od 3 stycznia 1967 do 3 stycznia 1975 przez cztery kadencje był przedstawicielem 33. okręgu, a od 3 stycznia 1975 do śmierci 14 lutego 1975 przez czterdzieści dwa dni był przedstawicielem 37. okręgu wyborczego w stanie Kalifornia w Izbie Reprezentantów Stanów Zjednoczonych.
Jego żoną była Shirley Neil Pettis.